# Full Circle (альбом)
Full Circle — четвёртый полноформатный альбом панк-группы Pennywise. Он был выпущен 22 апреля 1997 года и 8 марта 2005 года был оцифрован на оригинальном лейбле. Это первый студийный альбом Pennywise с басистом Рэнди Брэдбери, который заменил Джейсона Тёрска, покончившего жизнь самоубийством 29 июля 1996 года. Весь альбом был посвящён памяти Тёрска, который написал значимые песни Pennywise до своей смерти, и был близким другом всех участников группы.

## Написание и продюсирование
Между альбомом About Time 1995 года и записью следующего альбома, Full Circle, был большой перерыв. Во время тура About Time, один из основателей группы, Джейсон Тёрск, взял перерыв в Pennywise, чтобы попытаться контролировать свой алкоголизм. Рэнди Брэдбери, басист One Hit Wonder, который участвовал в записи альбома 1993 года Unknown Road, занял место Тёрска. Когда Тёрск ненадолго вернулся на роль басиста в 1996 году, Брэдбери должен был переключиться на ритм-гитару, однако этого не произошло из-за самоубийства Тёрска. Его смерть почти задержала издание четвёртого альбома Pennywise.
Pennywise были потрясены смертью Тёрска; однако, они решили продолжать свои выступления, тем самым добавив в группу Брэдбери как постоянную замену Тёрска. Музыканты вернулись в студию осенью 1996 года, чтобы начать запись альбома About Time.

## Восприятие
NME отметил альбом как один из «20 поп-панк альбомов, которые заставят вас ностальгировать».

## Список композиций
| №                   | Название               | Длительность |
| ------------------- | ---------------------- | ------------ |
| 1.                  | «Fight Till You Die»   | 2:22         |
| 2.                  | «Date With Destiny»    | 2:55         |
| 3.                  | «Get a Life»           | 2:56         |
| 4.                  | «Society»              | 3:24         |
| 5.                  | «Final Day»            | 3:11         |
| 6.                  | «Broken»               | 2:46         |
| 7.                  | «Running Out of Time»  | 2:21         |
| 8.                  | «You'll Never Make It» | 2:35         |
| 9.                  | «Every Time»           | 3:37         |
| 10.                 | «Nowhere Fast»         | 2:56         |
| 11.                 | «What If I»            | 2:55         |
| 12.                 | «Go Away»              | 1:51         |
| 13.                 | «Did You Really?»      | 2:51         |
| 14.                 | «Bro Hymn (Tribute)»   | 5:30         |
| Общая длительность: | Общая длительность:    | 60:35        |

- После некоторого молчания появляется скрытый трек с пианино. Соло является продолжением оригинальных фортепианных композиций, что знаменует начало второго альбома Pennywise Unknown Road (1993). Последний трек, если включить в него период молчания и скрытый трек, имеет длительность 23:56.

## Участники
- Джим Линдберг — вокал;
- Флетчер Дрегги — гитара;
- Рэнди Брэдбери — бас;
- Байрон МакМакин — барабаны;
- Эдди Эшворт — продюсер, инженер, микширование;
- Милтон Чан — микс;
- Фред Идальго — лого;
- Джесси Фишер — арт;
- Бретт Гуревич — микс;
- Дериан Ранделл — помощник Инженера, микс;
- Эдди Шрейер — мастеринг;
- Ронни Кинг — пианино на «Unknown Road».

## Позиции в чартах
Billboard (Северная Америка) и ARIA Charts (Австралия).
| Год  | Чарт          | Позиция |
| ---- | ------------- | ------- |
| 1997 | Billboard 200 | 79      |
| 1997 | ARIA Charts   | 13      |